# 브리즈 로켓
브리즈 로켓은 러시아 우주 발사체의 상단 로켓으로 사용된다.

## 역사
Briz-K, Briz-KM, Briz-M 은 연료 사산화 이질소, 산화제 UDMH를 사용하며, 추력 2톤에 3,000초의 연소시간을 갖는 액체로켓이다. 흐루니체프 우주센터에서 생산한다.
프로톤-M, 안가라 A5, 로콧의 상단 로켓으로 사용된다.